# Trichopsetta
Trichopsetta is een geslacht van straalvinnige vissen uit de familie van botachtigen (Bothidae).

## Soorten
- Trichopsetta caribbaea Anderson & Gutherz, 1967
- Trichopsetta melasma Anderson & Gutherz, 1967
- Trichopsetta orbisulcus Anderson & Gutherz, 1967
- Trichopsetta ventralis (Goode & Bean, 1885)